# Kingsland (Arkansas)
|  | Dieser Artikel wurde aufgrund von inhaltlichen Mängeln auf der Qualitätssicherungsseite des Projektes USA eingetragen. Hilf mit, die Qualität dieses Artikels auf ein akzeptables Niveau zu bringen, und beteilige dich an der Diskussion! Eine nähere Beschreibung der zu behebenden Mängel fehlt. |

Kingsland ist eine City im Cleveland County im US-Bundesstaat Arkansas. Das Pro-Kopf-Einkommen beträgt 14.648 USD (2009).

## Söhne und Töchter der Stadt
- Johnny Cash (1932–2003), Countrysänger